# Albert Skira
Albert Skira (* 10. August 1904 in Genf; † 14. September 1973 in Dully) war ein schweizerisch-französischer Verleger. Skira publizierte zahlreiche aufwendig gestaltete Kunstbände und Künstlerbücher. Er gründete und verlegte von 1933 bis 1939 die kunstgrafisch stilbildende Zeitschrift Minotaure, die unter André Breton zu einem maßgeblichen Forum der surrealistischen Bewegung wurde.

## Leben und Wirken
Skira begann seine Karriere als Bankangestellter und als Animateur in Luxushotels. Mitte der 1920er Jahre arbeitete er als Buchhändler. 1928 gründete er seinen eigenen Verlag Editions d' Art Albert Skira in Lausanne und spezialisierte sich auf Kunstbücher. 1931 zog er mit seinem Verlag nach Genf, wo er Gedichtbände auflegte, die von zeitgenössischen Künstlern gestaltet wurden, so beispielsweise Ovids Metamorphosen mit Illustrationen von Pablo Picasso, Gedichte von Stéphane Mallarmé mit Zeichnungen von Henri Matisse oder Lautréamonts Die Gesänge des Maldoror (Les Chants de Maldoror), gestaltet von Salvador Dalí. Skira experimentierte mit den Möglichkeiten des farbigen Kunstdrucks, ging dabei an die Grenzen des technisch Machbaren und publizierte limitierte Auflagen in höchster Qualität.
Mit dem Franzosen Matisse entstand eine besondere Freundschaft. Bereits 1930 war Skira an den Fauvisten herangetreten und hatte ihn gefragt, ob er die Gedichte Mallarmés illustrieren wolle. Das Künstlerbuch erschien 1932 unter dem Titel Poésies.

### Minotaure
Begleitend zu seinen Büchern ersann er 1933 mit dem Griechen Tériade die Künstlerzeitschrift Minotaure, welche die schönen Künste mit den Erkenntnissen der Wissenschaft zu vereinigen suchte und Werke renommierter Künstler in einem redaktionellen Kontext präsentieren sollte. Zu diesem Zweck kontaktierte er den Schriftsteller André Breton, der gerade auf der Suche nach einem neuen Medium für sein surrealistisches Gedankengut war.
Skiras Magazin war kostspielig und aufwändig gestaltet und hatte durch die neuartige Verbindung von Text und Bild eine bis dahin unbekannte Aufmachung für eine Zeitschrift. Das Magazin zeigte originale Arbeiten: neben Dalí, Matisse, Picasso wirkten auch Künstler aus dem surrealistischen Umfeld wie Giorgio de Chirico, Max Ernst, Joan Miró, Diego Rivera oder Fotografen wie Hans Bellmer und Man Ray mit. André Breton agierte derweil als Chefredakteur. Obwohl Skira selbst Mitglied in der kommunistischen Partei war, machte er es dem ebenfalls mit dem Kommunismus sympathisierenden Breton zur Bedingung, das Magazin nicht für politische Ambitionen zu missbrauchen. Breton hielt sich jedoch nicht lange an Skiras Verfügung und baute das Magazin spätestens vor dem Hintergrund des spanischen Bürgerkriegs zu einem politischen Forum aus, das sich schließlich gegen die „verlagseigenen“ Künstler Dalí und Paul Éluard richtete und zu deren Ausschluss aus dem Kreis der Surrealisten führte. Minotaure erschien bis 1939 dreizehnmal in unregelmäßigen Abständen. Skira stellte das Magazin mit Ausbruch des Zweiten Weltkriegs ein. 1941 verließ Skira das besetzte Paris und ging nach Genf zurück.

### Labyrinthe, Nachkriegszeit, spätere Jahre
1944 gründete er mit der Kunstzeitung Labyrinthe, Journal mensuel des Lettres et des Arts einen legitimen Nachfolger des Minotaure, der mit der Konnotation des Surrealismus das Spektrum nun auf die Moderne Kunst im Allgemeinen erweiterte. 1946 verfasste Alberto Giacometti den autobiografischen Text Le rêve, le sphinx et la mort de T. für das Magazin.

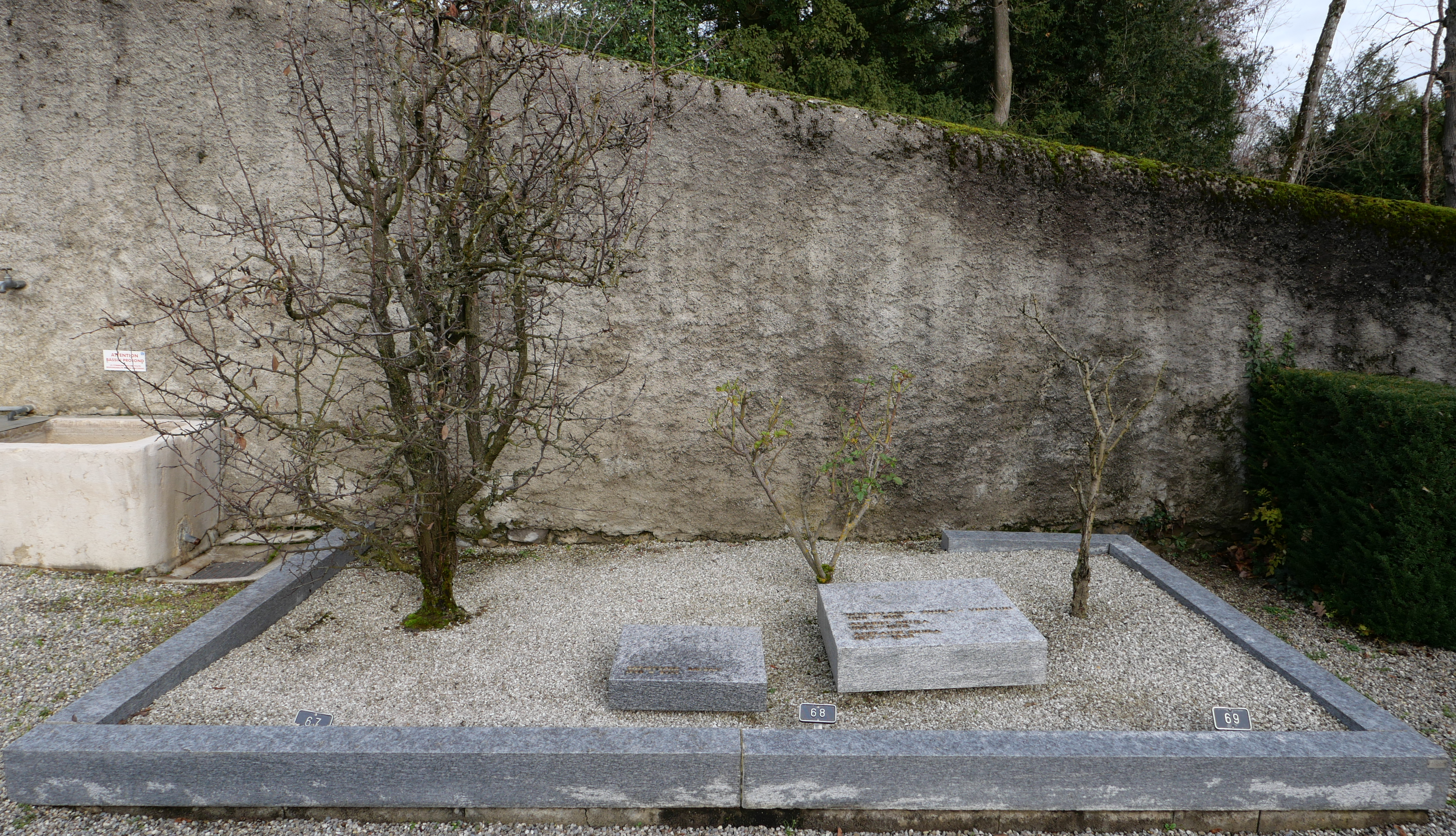
Das Familiengrab von Skira, seiner Frau Rosabianca, seiner Mutter Adelaïde, geb. Degiorgi (1877–1949), und von Christophe Saudan (1969–2008) auf dem Alten Friedhof von Cologny im Kanton Genf.

In den Nachkriegsjahren war Skira weiterhin erfolgreich als Verleger tätig, er publizierte im Eigenverlag zahlreiche profunde Kunstbände und ließ auch weiterhin ausgesuchte Werke von bekannten Künstlern illustrieren. Skiras Name indes wird zumeist unisono mit dem Minotaure und den Künstlern des Surrealismus in Verbindung gebracht, obwohl sein Augenmerk auch anderen Kunstrichtungen galt: 1943 legte er beispielsweise das Gesamtwerk des Schweizer Zeichners und Novellisten Rodolphe Töpffer auf, der als ein Vorläufer des Comics gilt. Überdies sind in der Editions d'Art Albert Skira im Laufe der Jahre zahlreiche Kunstbände und Monografien früherer Epochen und Stilrichtungen erschienen.
Skira war mit Rosabianca Venturi (1916–1999) verheiratet. Ihr Sohn ist der Maler Pierre Skira (* 1938).
Der Verlag Editions d'Art Albert Skira hat noch heute seinen Sitz in Genf.

## Bedeutung
Albert Skira wurde als ein innovativer Verleger wahrgenommen, der mit tradierten Lesegewohnheiten brach und unkonventionelle neue Sichtweisen in seine Publikationen einführte und somit zu einem Fürsprecher für nachfolgende feingeistige Kulturpublikationen und Verlegerepigonen wurde. Er führte mit dem Buchformat des Quart einen bis dato ungewohnten Typus des Kunstbuchs ein und publizierte mit der zehnbändigen Reihe Die großen Jahrhunderte der Malerei eine profunde Sammlung der Kunstgeschichte, die von den ersten Malereien der Steinzeit bis in die Moderne führt. Er experimentierte – nicht unumstritten – im Bereich der Farbreproduktion, wobei er versuchte antike Gemälde in ihrer ursprünglichen Farbwertigkeit wiederzugeben. Die ungewohnte Farbigkeit seiner Reproduktionen alter Meister erweckte jedoch den Unmut der Kritiker, man sprach despektierlich von „Bonbonpackungen“ und so reduzierte Skira die Farbsättigung seiner späteren Kunstbände alsbald wieder auf ein gewohnteres Maß.

## Publikationen (Auswahl)
- 1932: Poésies Gedichte von Stéphane Mallarmé mit Illustrationen von Henri Matisse
- 1933: Die Gesänge des Maldoror (Les Chants de Maldoror) mit Illustrationen von Salvador Dalí
- 1933–1939: Minotaure
- 1944: Labyrinthe: Journal Mensuel De Lettres Et Des Arts, No. 1–23, Faksimile bei Arno Press, ISBN 0-405-00705-1
- 1943: Rodolphe Toepffer: Œuvres complètes.
- 1948: Ceramiques de Picasso mit Texten von Suzanne und Georges Ramie
- 1950: Geschichte der modernen Malerei
- 1953: Gauguin
- 1954: Rembrandt
- 1955: Goya. Die Fresken in San Antonio de la Florida zu Madrid. Kritisch-historische Studie
- 1956: Die Holländische Malerei mit Texten von Jean Leymarie
- 1957: Botticelli
- 1957: Paris der neuen Zeit Malerei vom Impressionismus bis 1950
- 1958: Die Flämische Malerei von Hieronymus Bosch bis Rubens – Malerei – Farbe – Geschichte
- 1959: Pieter Brueghel
- 1961: Malerei der Romantik
- 1964: Kandinsky
- 1966: Moderne Malerei mit Texten von Maurice Raynal
- 1971: Daumier Zeichnungen
- 1972: Marc Chagall